# Вайтес-Ґат

Мапа Монтсеррату з річками острова

Вайтес-Ґат або Вайтес-Боттом-Ґат (англ. Whites Ghaut) — річка на острові Монтсеррат (Британські заморські території). Витік розташований на висоті близько 500 метрів над рівнем моря на горі Суфрієр-Гіллз. Впадала до океану та внаслідок вулканічних вивержень річище частково змінилося і тепер в мусонний сезон поточище вод стікає в напряму до Атлантичного океану зі зміщеним руслом.

## Особливості
Внаслідок кількох вивержень вулкана на горі Суфрієр-Гіллз у 1997 році, більша частина річища була наповнена магмою, а поселення на берегах річки та всі комунікації були знищені. Однак завдяки постійному притокові води з підземних джерел та дощів у верхів'ях річки — водний потік пробив собі нові шляхи, щоби влитися до океану.
Протікає через поселення (уже зниклі): Тайтс (Tuits), Вайтес Ярд (White's Yard) та  Лонґ Ґраунд (Long Ground) і тече в східній частині острова, а саме територією парохії Сент-Джорджес.
Гірська річка, яка починається в горах і стрімко стікає до узбережжя. Течія річки була бурхлива, яка вибила в рельєфі численні перекати та водоспади й глибоку ущелину, наразі тепер значна частина річища заповнені застиглою магмою, особливо у її верхів'ї.